# Solčany
Solčany (prononciation slovaque : [ˈsɔlt͡ʃanɪ], hongrois : Szolcsány [ˈsolt͡ʃaːɲ]) est un village de Slovaquie situé dans la région de Nitra.

## Histoire
La première mention écrite du village date de 1113.

## Démographie

### Évolution de la population
| Année:               | 1994. | 2004.   | 2014.   | 2024. |
| -------------------- | ----- | ------- | ------- | ----- |
| Nombre de personnes: | 2318  | 2499    | 2475    | 2475  |
| Différence:          |       | +7,80 % | -0,96 % | +0 %  |

| Année:               | 2023. | 2024.   |
| -------------------- | ----- | ------- |
| Nombre de personnes: | 2515  | 2475    |
| Différence:          |       | -1,59 % |

## Géographie
Solčany se situe dans la vallée de la Nitra, à 3 km au sud-est de Topoľčany.
|                   | Topoľčany |           |
|                   | Solčany   | Práznovce |
| Nitrianska Streda | Velčice   |           |

## Personnalités
- Anton Ondrus, footballeur tchécoslovaque